# Macrosolen
Macrosolen är ett släkte av tvåhjärtbladiga växter. Macrosolen ingår i familjen Loranthaceae.

## Dottertaxa tillMacrosolen, i alfabetisk ordning[1]
- Macrosolen acunae
- Macrosolen albicaulis
- Macrosolen amboinensis
- Macrosolen andamanensis
- Macrosolen annamicus
- Macrosolen avenis
- Macrosolen barlowii
- Macrosolen beccarii
- Macrosolen bellus
- Macrosolen bibracteolatus
- Macrosolen bidoupensis (Shuichiro Tagane, Van Son Dang, Nguyen Van Ngoc, Hoang Thi Binh, Natsuki Komada, Jarearnsak Sae Wai, Akiyo Naiki, Hidetoshi Nagamasu, Hironori Toyama, Tetsukazu Yahara) 2017[2]
- Macrosolen brandisianus
- Macrosolen brevitubus
- Macrosolen capitellatus
- Macrosolen cochinchinensis
- Macrosolen crassus
- Macrosolen curtiflorus
- Macrosolen demesae
- Macrosolen dianthus
- Macrosolen flammeus
- Macrosolen formosus
- Macrosolen geminatus
- Macrosolen globosus
- Macrosolen macrophyllus
- Macrosolen melintangensis
- Macrosolen papillosus
- Macrosolen platyphyllus
- Macrosolen pseudoperfoliatus
- Macrosolen psilanthus
- Macrosolen pusillus
- Macrosolen retusus
- Macrosolen robinsonii
- Macrosolen suberosus
- Macrosolen surigaoensis
- Macrosolen tetragonus
- Macrosolen tomentosus
- Macrosolen tricolor
- Macrosolen tubiflorus